# Йоган Генріх Людвіг Мюллер
Йо́ган Ге́нріх Лю́двіг Мю́ллер (нім. Johann Heinrich Ludwig Müller; 23 червня 1883, Гютерсло — 31 липня 1945, Берлін) — німецький релігійний діяч: спочатку один з лідерів Німецьких християн, потім — єпископ Імперської церкви (лютеранин).

## Біографія
Після закінчення в 1908 році семінарії в рідному Гютерсло був спершу парафіяльним священиком в Вестфалії, а з 1914 року — капеланом на військовому кораблі. Був членом організації «Сталевий шолом». В 1926–1933 роках — капелан військового округу в Кенігсбергу.
Був пов'язаний з нацистами з 20-х років. З 1931 року — член НСДАП, з 1933 — довірена особа Гітлера в церковних питаннях. Висував тезу, що Христос був арійцем і домагався звільнення церковного вчення від єврейських нашарувань. 4 серпня 1933 року був обраний земельним єпископом Східної Пруссії, а 27 вересня того ж року змінив Фрідріха фон Бодельшвінґга на посаді Рейхс-єпископа. Його обрання єпископом Імперської Церкви викликало обурення у представників багатьох протестантських конфесій, які вважали це рішення політичним. Позбувся цього сану в 1935 році.
Інтерес Гітлера до руху Німецьких християн значно згас до 1937 року, в результаті Мюллер був змушений займатися співпрацею з гестапо, займаючись стеженням за діяльністю інших християнських груп, а також намагався інтегрувати молодіжні християнські групи з гітлерюгендом.
Залишався вірним ідеям нацизму до кінця життя і після поразки Німеччини у війні покінчив життя самогубством.